# 후티아파주

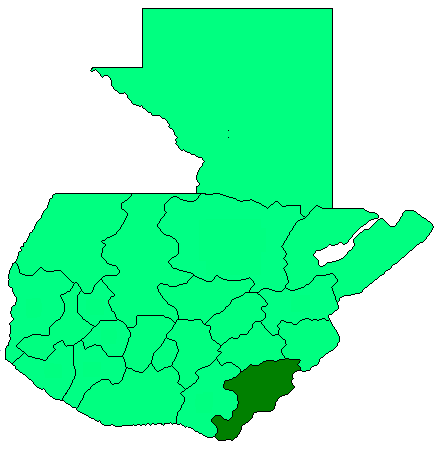
후티아파 주의 위치

후티아파주(스페인어: Departamento de Jutiapa)는 과테말라 남동부에 위치한 주로 주도는 후티아파이며 면적은 3,216km2, 인구는 389,085명(2002년 기준)이다.
북쪽으로는 할라파 주와 치키물라 주, 서쪽으로는 산타로사 주, 남쪽으로는 태평양과 접하며 동쪽으로는 엘살바도르와 국경을 접한다. 17개 지방 자치체를 관할한다.